# Galenia meziana
Galenia meziana là một loài thực vật có hoa trong họ Phiên hạnh. Loài này được K.Müll. mô tả khoa học đầu tiên năm 1908.